# Avatha discoloralis
Avatha discoloralis là một loài bướm đêm trong họ Erebidae.